# Hibiscus petherickii
Hibiscus petherickii är en malvaväxtart som beskrevs av Craven, F.D.Wilson och Fryxell. Hibiscus petherickii ingår i Hibiskussläktet som ingår i familjen malvaväxter. Inga underarter finns listade i Catalogue of Life.